# مایکل مک‌گاورن
مایکل مک‌گاورن (انگلیسی: Michael McGovern؛ زادهٔ ۱۲ ژوئیهٔ ۱۹۸۴) بازیکن فوتبال اهل ایرلند شمالی است.
از باشگاه‌هایی که در آن بازی کرده‌است می‌توان به باشگاه فوتبال سنت جانستون، باشگاه فوتبال همیلتون آکادمیکال، باشگاه فوتبال راس کانتی، باشگاه فوتبال فالکیرک، باشگاه فوتبال داندی یونایتد، و باشگاه فوتبال سلتیک اشاره کرد.
وی همچنین در تیم‌های ملی فوتبال زیر ۲۱ سال ایرلند شمالی، و ایرلند شمالی بازی کرده‌است.